# 環河翼龍屬
環河翼龍屬是翼龍目翼手龍亞目梳頜翼龍科的一屬，發現於中國甘肅省慶陽市卅鋪鎮的環河-華池組（亦稱華池-環河組）地層，年代約為早白堊世巴列姆階。
在1982年，中國古生物學家董枝明將這些化石進行敘述、命名，模式種是慶陽環河翼龍（H. quingyangensis）。屬名意為「（來自）環河的翅膀」，是指化石發現地鄰近環江（又名環河）的中游；種名則是以慶陽市為名。
環河翼龍的模式標本（編號IVPP V9070）是一個部份天然狀態的身體骨骼，包含身體左半部與頭顱骨的喙狀嘴部份。化石是在1978年所發現，當時正在進行礦床挖掘活動，而將化石右半側炸碎。
環河翼龍擁有長而低矮的頭顱骨，有一個冠飾沿者中央線，往口鼻部側較高，往眼睛側較低。環河翼龍的牙齒眾多且修長，離嘴尖越遠，牙齒越短，後段缺乏牙齒。上頜每邊有26顆牙齒，下頜每邊有25顆牙齒。環河翼龍的頸椎長，而且沒有聯合背椎（Notarium，一種在鳥類與某些翼龍類肩膀出現的複合脊骨）。環河翼龍的翼展估計為2.5公尺。環河翼龍被敘述成極類似頜翼龍。大衛·安文（David Unwin）將環河翼龍歸類於梳頜翼龍科的頜翼龍亞科。
如同頜翼龍，環河翼龍可能使用牠們緊密間隔的修長牙齒，以過濾水中的食物。

## 外部連結
- Huanhepterus in The Pterosaur Database
- Huanhepterus in The Pterosauria
- Restoration of Huanhepterus at The Grave Yard